# Napoli violenta
Napoli violenta är en italiensk-fransk poliziottescofilm från 1976 i regi av Umberto Lenzi.

## Rollista i urval
- Maurizio Merli - kommissarie Betti
- John Saxon - Francesco Capuano
- Barry Sullivan - 'O Generale, bossen
- Elio Zamuto - Franco Casagrande
- Silvano Tranquilli - Paolo Gervasi
- Maria Grazia Spina - signora Gervasi
- Guido Alberti - polischefen
- Nino Vingelli - don Antonio 'O Polipo